# Catena des Aravis
La Catena des Aravis è un massiccio montuoso delle Prealpi di Savoia. Si trova in Francia ed interessa il dipartimento dell'Alta Savoia e della Savoia. Dal versante sud della catena ha origine il fiume Arrondine.

## Classificazione
La SOIUSA vede la Catena des Aravis come un supergruppo alpino e vi attribuisce la seguente classificazione:
- Grande parte = Alpi Occidentali
- Grande settore = Alpi Nord-occidentali
- Sezione = Prealpi di Savoia
- Sottosezione = Prealpi dei Bornes
- Supergruppo = Catena des Aravis
- Codice = I/B-8.IV-A

Altre classificazioni la vedono come un massiccio montuoso non dipendente dalle Prealpi dei Bornes.

Mappa del Massiccio delle Alpi orientali francesi

## Suddivisione
La SOIUSA suddivide la catena in tre gruppi e quattro sottogruppi:
- Gruppo della Grande Balmaz (1)
- Gruppo della Pointe Percée (2)
  - Nodo della Pointe Percée (2.a)
  - Catena del Reposoir (2.b)
- Gruppo dell'Étale (3)
  - Nodo dell'Étale (3.a)
  - Nodo del Mont Charvin (3.b)

## Vette

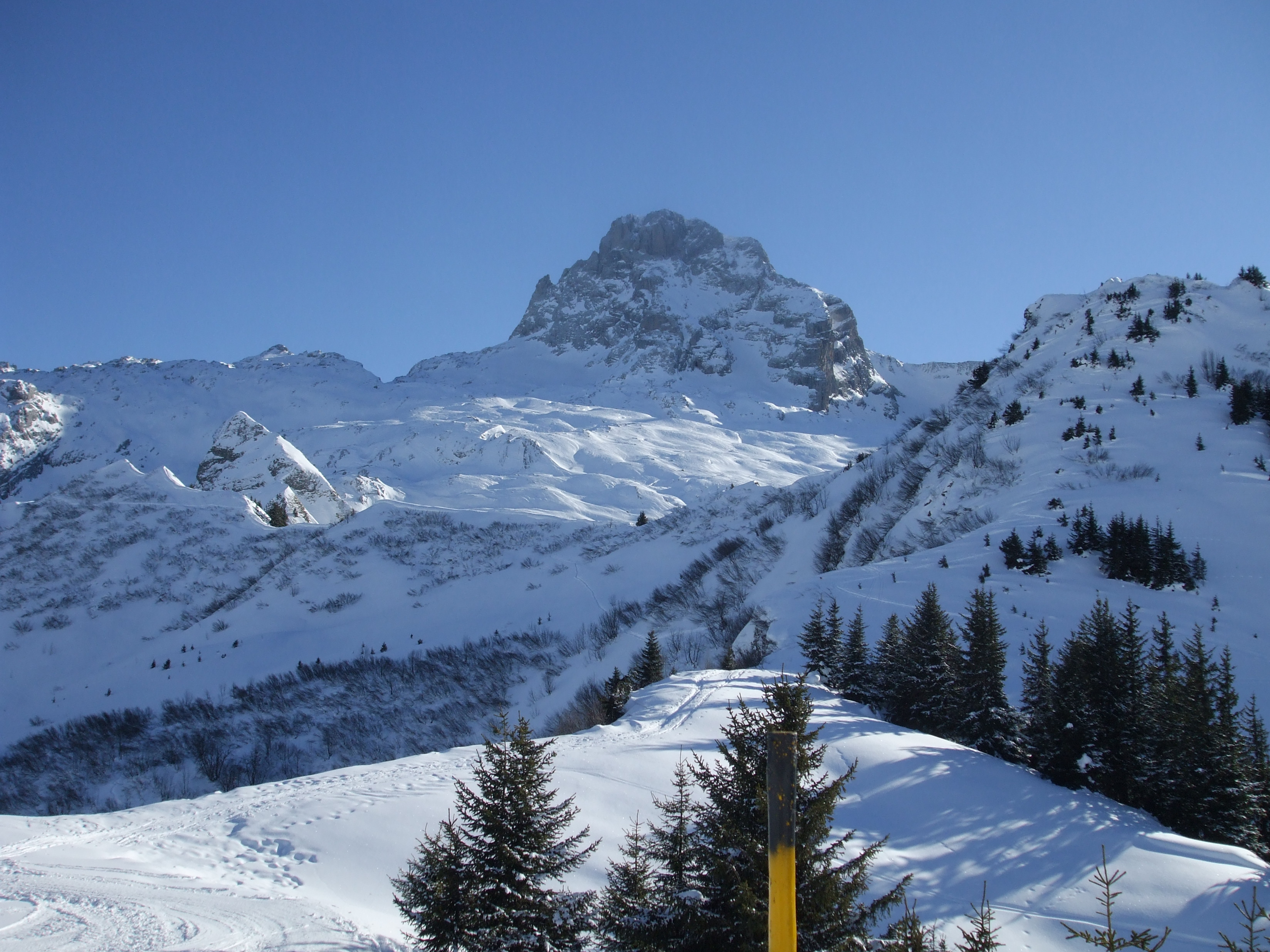
Pointe Percée.

Le montagne principali da nord a sud sono:
- Tête de la Sallaz, 2026 m
- Pointe d'Areu, 2478 m
- Pointe de Bella Cha, 2511 m
- Pointe Percée, 2750 m, montagna più alta della catena
- Mont Charvet, 2538 m
- Mont Fleuri, 2511 m
- Tardevant, 2501 m
- Tête de Paccaly, 2467 m
- Roche Perfia, 2499 m
- Tête Pelouse, 2537 m
- Roualle, 2589 m
- Grande Balmaz, 2616 m
- Pointe des Verres, 2532 m
- Parrossaz, 2556 m
- Aiguille de Borderan, 2492 m

Dopo il Colle des Aravis si trovano ancora le seguenti montagne:
- Pointe de Merdassier, 2313 m
- Pointes de la Blonnière, 2369 m
- Étale, 2484 m
- Trois Aiguilles, 2277 m
- Tête de l'Aulp, 2129 m
- Mont Charvin, 2407 m
- Aiguilles du Mont, 2133 m